# La Louvière Centre

La Louvière Centre es un club de fútbol belga de La Louvière en la región central de Henao. El club está afiliado a Real Asociación Belga de fútbol con la matrícula nº 213 y tiene los colores verde y blanco en sus indumentarias. El club siempre jugó en las divisiones nacionales durante la primera mitad del siglo XX, desde entonces principalmente en Cuarta división nacional o las provinciales. Actualmente compite en la División 3 de Bélgica, quinto nivel del fútbol belga.

## Historia
El club fue fundado como Union Sportive du Centre el 4 de febrero de 1922 y se unió a la Asociación Belga de Fútbol en el verano de ese año. El club comenzó en la división regional de Henao.
El club progresó poco a poco y disputó por primera vez en 1931 la Tercera División. Mejoraba año tras año en Tercera, hasta que en 1935, después de cuatro temporadas, salió campeón y ascendió a Segunda División.
Durante varias campañas se mantuvo sin pasar apuros en la categoría de plata. En 1937 incluso terminaron segundos, aunque muy por detrás del campeón Olympic Charleroi. Durante la Segunda Guerra Mundial, sin embargo, los resultados se deterioraron hasta que finalmente terminaron descendiendo en 1946. El club volvía a Tercera, pero siguió luchando por el regreso a Segunda División. Después de terminar terceros en 1947, el equipo logró ganar en su segunda temporada en Tercera en 1948, lo que le permitió ascender a Segunda División.
Se pudo mantenerse no sin problemas durante varias temporadas en Segunda División. Finalmente en la 1951/52 el equipo terminó colista. Después de esta temporada, la Asociación de Fútbol implementó cambios en el sistema de ligas. El número de niveles nacionales se aumentó de tres a cuatro divisiones. La Cuarta División fue en adelante llamada Promoción. Además, en la Segunda División se redujo el número de participantes, lo que supuso que muchos clubes tuvieran que descender. El US du Center también tuvo que descender así, y debido a ser colista no cayó a la nueva Tercera División, sino que tuvo que jugar dos niveles más abajo, en Cuarta División. En esa primera temporada en Cuarta División terminó en puestos de descenso. En dos años, el club había caído de la Segunda nacional a Primera Provincial.
Desde la década de los 50 hasta bien entrado el siglo XXI el club estuvo vagando en categorías modestas del fútbol belga, en Cuarta división o Primera Provincial, incluso cayendo a la Segunda Provincial en la temporada 1997/98.
En la temporada 2007/08, finalmente cambió la suerte: el club comenzó a jugar sus partidos como local en La Louvière, terminó campeón en la Cuarta División. Debido al ascenso, el club jugaría en la misma categoría que su rival local, el RAA Louviéroise, que acababa de perder la categoría. Lo hizo mucho mejor que su hermano mayor y terminó la temporada en quinto lugar, mientras que RAA Louvieroise estuvo en puestos de descenso durante casi toda la temporada e incluso anunció la bancarrota después de la temporada, lo que convirtió al Union Sportive du Centre en el mejor club de la ciudad.
En 2011, cuando Football Couillet-La Louvière regresó a Charleroi y eliminó la designación La Louvière de su nombre, URS du Centre cambió su nombre a Union Royale La Louvière Centre, o URLC. Debido a la reforma liguera de 2016, el club acabó en la nueva Segunda División Aficionada, donde terminó cuarto en su primera temporada. En 2017, RC Charleroi-Couillet-Fleurus tomó el nombre de RAAL La Louvière y se mudó a la ciudad para restaurar la antigua gloria del desaparecido RAA Louviéroise.
En la temporada 2018-2019 se coronó campeón de la división VFV de la Segunda Aficionada, lo que significa que competiría al más alto nivel no profesional a partir de 2019. Debido a la crisis del coronavirus, la competición se canceló transcurridas 24 jornadas. En ese momento, el club estaba en el decimocuarto puesto, con lo que fue descendido a Segunda División Aficionada. Por suerte no se produjo tal descenso, ya que varios clubes profesionales no recibieron la licencia para el fútbol profesional y les descendieron a la Segunda división en el fútbol amateur.  

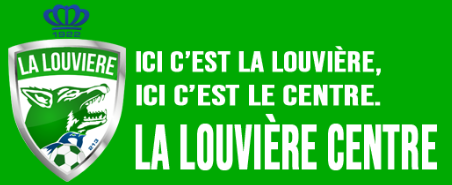
La Louvière Centre cambió su logotipo en mayo de 2020: el pájaro y la corona pasaron a ser azul oscuro en lugar de verde.

En mayo de 2020, se decidió cambiar el nombre del club a La Louvière Centre, cancelando la incorporación de Union Royale. Según el club valón, las letras URLC eran sinónimo de los malos recuerdos que la gente tenía, como impagos, etc...       
En la temporada 2021-22 acabó colista de la División Nacional 1 y desciende a División 2. 
Al acabar la temporada 2024/25 desciende a la División 3. 

## Resultados
| Temporada                            | Nivel | Nivel | Nivel | Nivel | Nivel | Nivel | Nivel | División                                              | Puntos                                                | Observaciones                                                   |
|                                      | I     | I     | II    | III   | P.I   | P.II  |       |                                                       |                                                       |                                                                 |
| ------------------------------------ | ----- | ----- | ----- | ----- | ----- | ----- | ----- | ----------------------------------------------------- | ----------------------------------------------------- | --------------------------------------------------------------- |
| como Union Sportive du Centre        |       |       |       |       |       |       |       |                                                       |                                                       |                                                                 |
| 1931/32                              |       |       |       | 10    |       |       |       | Tercera B                                             | 23                                                    |                                                                 |
| 1932/33                              |       |       |       | 5     |       |       |       | Tercera C                                             | 28                                                    |                                                                 |
| 1933/34                              |       |       |       | 4     |       |       |       | Tercera B                                             | 29                                                    |                                                                 |
| 1934/35                              |       |       |       | 1     |       |       |       | Tercera C                                             | 42                                                    |                                                                 |
| 1935/36                              |       |       | 4     |       |       |       |       | Segunda Div. B                                        | 32                                                    |                                                                 |
| 1936/37                              |       |       | 2     |       |       |       |       | Segunda Div. B                                        | 34                                                    |                                                                 |
| 1937/38                              |       |       | 4     |       |       |       |       | Segunda Div. A                                        | 30                                                    |                                                                 |
| 1938/39                              |       |       | 7     |       |       |       |       | Segunda Div. A                                        | 27                                                    |                                                                 |
| 1939/40                              |       |       |       |       |       |       |       |                                                       |                                                       | guerra                                                          |
| 1940/41                              |       |       |       |       |       |       |       |                                                       |                                                       | guerra                                                          |
| 1941/42                              |       |       | 6     |       |       |       |       | Segunda Div. B                                        | 27                                                    |                                                                 |
| 1942/43                              |       |       | 8     |       |       |       |       | Segunda Div. B                                        | 25                                                    |                                                                 |
| 1943/44                              |       |       | 11    |       |       |       |       | Segunda Div. A                                        | 23                                                    |                                                                 |
| 1944/45                              |       |       |       |       |       |       |       |                                                       |                                                       | guerra                                                          |
| 1945/46                              |       |       | 16    |       |       |       |       | Segunda Div. A                                        | 19                                                    |                                                                 |
| 1946/47                              |       |       |       | 3     |       |       |       | Tercera D                                             | 41                                                    |                                                                 |
| 1947/48                              |       |       |       | 1     |       |       |       | Tercera C                                             | 49                                                    |                                                                 |
| 1948/49                              |       |       | 10    |       |       |       |       | Segunda Div. B                                        | 28                                                    |                                                                 |
| 1949/50                              |       |       | 13    |       |       |       |       | Segunda Div. A                                        | 28                                                    |                                                                 |
| 1950/51                              |       |       | 10    |       |       |       |       | Segunda Div. B                                        | 27                                                    |                                                                 |
| 1951/52                              |       |       | 16    |       |       |       |       | Segunda Div. A                                        | 12                                                    | Descendido dos niveles por reforma competiciones                |
|                                      | I     | I     | II    | III   | IV    | P.I   | P.II  | desde 1952/53 hay 4 niveles nacionales                | desde 1952/53 hay 4 niveles nacionales                | desde 1952/53 hay 4 niveles nacionales                          |
| 1952/53                              |       |       |       |       | 14    |       |       | Cuarta Div. D                                         | 23                                                    |                                                                 |
| 1953/54                              |       |       |       |       |       | 1     |       | Primera Provincial                                    |                                                       |                                                                 |
| 1954/55                              |       |       |       |       | 10    |       |       | Cuarta Div. B                                         | 29                                                    |                                                                 |
| 1955/56                              |       |       |       |       | 5     |       |       | Cuarta Div. A                                         | 33                                                    |                                                                 |
| 1956/57                              |       |       |       |       | 5     |       |       | Cuarta Div. B                                         | 41                                                    |                                                                 |
| 1957/58                              |       |       |       |       | 4     |       |       | Cuarta Div. B                                         | 41                                                    |                                                                 |
| 1958/59                              |       |       |       |       | 1     |       |       | Cuarta Div. B                                         | 43                                                    |                                                                 |
| 1959/60                              |       |       |       | 7     |       |       |       | Tercera B                                             | 32                                                    |                                                                 |
| 1960/61                              |       |       |       | 15    |       |       |       | Tercera A                                             | 22                                                    |                                                                 |
| 1961/62                              |       |       |       |       | 9     |       |       | Cuarta Div. B                                         | 27                                                    |                                                                 |
| 1962/63                              |       |       |       |       | 8     |       |       | Cuarta Div. D                                         | 28                                                    |                                                                 |
| 1963/64                              |       |       |       |       | 14    |       |       | Cuarta Div. B                                         | 25                                                    |                                                                 |
| 1964/65                              |       |       |       |       |       | 1     |       | Primera Provincial                                    |                                                       |                                                                 |
| 1965/66                              |       |       |       |       | 14    |       |       | Cuarta Div. A                                         | 21                                                    |                                                                 |
| 1966/67                              |       |       |       |       |       | 9     |       | Primera Provincial                                    |                                                       |                                                                 |
| 1967/68                              |       |       |       |       |       | 9     |       | Primera Provincial                                    |                                                       |                                                                 |
| 1968/69                              |       |       |       |       |       | 10    |       | Primera Provincial                                    |                                                       |                                                                 |
| 1969/70                              |       |       |       |       |       | 7     |       | Primera Provincial                                    |                                                       |                                                                 |
| 1970/71                              |       |       |       |       |       | 9     |       | Primera Provincial                                    |                                                       |                                                                 |
| 1971/72                              |       |       |       |       |       | 6     |       | Primera Provincial                                    |                                                       |                                                                 |
| 1972/73                              |       |       |       |       |       | 2     |       | Primera Provincial                                    |                                                       |                                                                 |
| 1973/74                              |       |       |       |       |       | 6     |       | Primera Provincial                                    |                                                       |                                                                 |
| 1974/75                              |       |       |       |       |       | 5     |       | Primera Provincial                                    |                                                       |                                                                 |
| 1975/76                              |       |       |       |       |       | 1     |       | Primera Provincial                                    |                                                       |                                                                 |
| 1976/77                              |       |       |       |       | 6     |       |       | Cuarta Div. A                                         | 35                                                    |                                                                 |
| 1977/78                              |       |       |       |       | 16    |       |       | Cuarta Div. C                                         | 23                                                    |                                                                 |
| 1978/79                              |       |       |       |       |       | 11    |       | Primera Provincial                                    |                                                       |                                                                 |
| 1979/80                              |       |       |       |       |       | 1     |       | Primera Provincial                                    |                                                       |                                                                 |
| 1980/81                              |       |       |       |       | 3     |       |       | Cuarta Div. C                                         | 39                                                    |                                                                 |
| 1981/82                              |       |       |       |       | 4     |       |       | Cuarta Div. A                                         | 34                                                    |                                                                 |
| 1982/83                              |       |       |       |       | 11    |       |       | Cuarta Div. B                                         | 28                                                    |                                                                 |
| 1983/84                              |       |       |       |       | 4     |       |       | Cuarta Div. D                                         | 41                                                    |                                                                 |
| 1984/85                              |       |       |       |       | 7     |       |       | Cuarta Div. B                                         | 29                                                    |                                                                 |
| 1985/86                              |       |       |       |       | 4     |       |       | Cuarta Div. C                                         | 36                                                    |                                                                 |
| 1986/87                              |       |       |       |       | 8     |       |       | Cuarta Div. A                                         | 31                                                    |                                                                 |
| 1987/88                              |       |       |       |       | 16    |       |       | Cuarta Div. A                                         | 14                                                    |                                                                 |
| 1988/89                              |       |       |       |       |       | 8     |       | Primera Provincial                                    |                                                       |                                                                 |
| 1989/90                              |       |       |       |       |       | 2     |       | Primera Provincial                                    |                                                       |                                                                 |
| 1990/91                              |       |       |       |       |       | 3     |       | Primera Provincial                                    |                                                       |                                                                 |
| 1991/92                              |       |       |       |       |       | 11    |       | Primera Provincial                                    |                                                       |                                                                 |
| 1992/93                              |       |       |       |       |       | 9     |       | Primera Provincial                                    |                                                       |                                                                 |
| 1993/94                              |       |       |       |       |       | 8     |       | Primera Provincial                                    |                                                       |                                                                 |
| 1994/95                              |       |       |       |       |       | 10    |       | Primera Provincial                                    |                                                       |                                                                 |
| 1995/96                              |       |       |       |       |       | 10    |       | Primera Provincial                                    | 36                                                    |                                                                 |
| 1996/97                              |       |       |       |       |       | 15    |       | Primera Provincial                                    | 24                                                    |                                                                 |
| 1997/98                              |       |       |       |       |       |       | 1     | Segunda Provincial B                                  | 86                                                    |                                                                 |
| 1998/99                              |       |       |       |       |       | 3     |       | Primera Provincial                                    |                                                       |                                                                 |
| 1999/00                              |       |       |       |       |       | 4     |       | Primera Provincial                                    | 54                                                    |                                                                 |
| 2000/01                              |       |       |       |       |       | 1     |       | Primera Provincial                                    | 71                                                    |                                                                 |
| 2001/02                              |       |       |       |       | 11    |       |       | Cuarta Div. A                                         | 33                                                    |                                                                 |
| 2002/03                              |       |       |       |       | 4     |       |       | Cuarta Div. D                                         | 52                                                    | Pierde en play-off ascenso contra Seraing RUL                   |
| 2003/04                              |       |       |       |       | 3     |       |       | Cuarta Div. D                                         | 57                                                    | Pierde en play-off ascenso contra KFC Evergem-Center            |
| 2004/05                              |       |       |       |       | 8     |       |       | Cuarta Div. A                                         | 40                                                    |                                                                 |
| 2005/06                              |       |       |       |       | 3     |       |       | Cuarta Div. A                                         | 60                                                    | Pierde en play-off ascenso contra RFC de Liège                  |
| 2006/07                              |       |       |       |       | 8     |       |       | Cuarta Div. A                                         | 40                                                    |                                                                 |
| 2007/08                              |       |       |       |       | 1     |       |       | Cuarta Div. D                                         | 74                                                    |                                                                 |
| 2008/09                              |       |       |       | 5     |       |       |       | Cuarta Div. A                                         | 45                                                    | Pierde en play-off ascenso contra Vigor Wuitens Hamme           |
| 2009/10                              |       |       |       | 5     |       |       |       | Tercera B                                             | 53                                                    | Pierde en play-off ascenso contra Rupel Boom FC                 |
| 2010/11                              |       |       |       | 7     |       |       |       | Tercera B                                             | 58                                                    |                                                                 |
| como Union Royale La Louvière Centre |       |       |       |       |       |       |       |                                                       |                                                       |                                                                 |
| 2011/12                              |       |       |       | 3     |       |       |       | Tercera B                                             | 65                                                    | Pierde en play-off ascenso contra KSV Oudenaarde (por penaltis) |
| 2012/13                              |       |       |       | 4     |       |       |       | Tercera B                                             | 63                                                    |                                                                 |
| 2013/14                              |       |       |       | 5     |       |       |       | Tercera B                                             | 50                                                    |                                                                 |
| 2014/15                              |       |       |       | 11    |       |       |       | Tercera B                                             | 47                                                    |                                                                 |
| 2015/16                              |       |       |       | 9     |       |       |       | Tercera A                                             | 50                                                    |                                                                 |
|                                      | 1A    | 1B    | 1Am   | 2Am   | 3Am   | P.I   | P.II  | desde 2016-17 hay 3 niveles nacionales y 2 regionales | desde 2016-17 hay 3 niveles nacionales y 2 regionales | desde 2016-17 hay 3 niveles nacionales y 2 regionales           |
| 2016/17                              |       |       |       | 4     |       |       |       | Segunda Div. Aficionada                               | 50                                                    |                                                                 |
| 2017/18                              |       |       |       | 6     |       |       |       | Segunda Div. Aficionada                               | 42                                                    |                                                                 |
| 2018/19                              |       |       |       | 1     |       |       |       | Segunda Div. Aficionada                               | 77                                                    |                                                                 |
| 2019/20                              |       |       | 14    |       |       |       |       | Primera Div. Aficionada                               | 26                                                    | Suspendida prematuramente debido al Coronavirus                 |
| como La Louvière Centre              |       |       |       |       |       |       |       |                                                       |                                                       |                                                                 |
| 2020/21                              |       |       |       |       |       |       |       | División Nacional 1                                   |                                                       | Suspendida tras 4 jornadas por Coronavirus                      |
| 2021/22                              |       |       | 15    |       |       |       |       | División Nacional 1                                   | 9                                                     | descenso                                                        |
| 2022/23                              |       |       |       | 4     |       |       |       | División 2                                            | 56                                                    |                                                                 |
| 2023/24                              |       |       |       | 10    |       |       |       | División 2                                            | 44                                                    |                                                                 |
| 2024/25                              |       |       |       | 17    |       |       |       | División 2                                            | 25                                                    | descenso                                                        |